# Агнешка Леонович
Агнешка Леонович (пол. Agnieszka Leonowicz; нар. 24 листопада 1975, Польща) — польська футболістка, захисниця. Виступала за національну збірну Польщі.

## Клубна кар'єра
Виступала в щецинських клубах «Рекорд» (1993/94) і «Рома» (1994—1996), а потім у «Медик» (Конін), кольори якого захищала з 1996 по 1998 рік. З 1998 по 2001 рік виступала за німецький клуб «Турбіне» (Потсдам). Повернулася до команди «Медика», з якою вийшла у фінал Кубку Польщі 2002/03. У сезоні 2003/2004 перейшла до шведського клубу «Карлсундс» (Еребру). Футбольну кар'єру завершила 2005 року.

## Кар'єра в збірній
У національній збірній Польщі дебютувала 20 червня 1993 року. Виступала в кваліфікації чемпіонату Європи 1995 року (одночасно кваліфікація до чемпіонату світу 1995 року), кваліфікації чемпіонату Європи 1997, кваліфікації чемпіонату світу 1999 (у класі B), кваліфікації чемпіонату світу 2003 (клас B) та кваліфікації чемпіонату Європи 2005. У футболці національної збірної зіграла 64 матчі та відзначилася 16-ма голами.

## Досягнення
- Бундесліга
  -  Срібний призер (1): 2001

- Екстраліга
  -  Срібний призер (1): 2003